# 馬爾他足球協會
馬爾他足球協會（英語：Malta Football Association，簡稱“MFA”），是馬爾他的足球主管團體，總部設於島上的塔加利，負責組織各級聯賽（最高級別是馬耳他足球超級聯賽）及馬爾他國家隊。
成立於1900年的馬爾他足球協會歷史悠久，在1959年加入國際足協，而於1960年成為歐洲足協會員。

## 外部連結
- Official website
- Malta （页面存档备份，存于） at FIFA site
- Malta （页面存档备份，存于） at UEFA site